# 모리사키 가즈에
모리사키 가즈에(森崎和江, 1927년 4월 20일~2022년 6월 15일)는 일본의 시인, 논픽션 작가, 방송작가이다. ASLE-Japan / 문학 · 환경 학회 회원 일본 방송 작가 협회 회원 . 일본 작가 연맹 회원.

## 생애
일제강점기 대구에서 태어났으며 아버지는 중학교 교사였으며 1938년에는 경주로 이주. 1940년에 대구고등여학교 입학 44년 금천여자고등학교 졸업한 뒤, 일본으로 입국하여, 1947년 후쿠오카현 여자전문학교(후쿠오카여자대학) 보건과 졸업
태평양전쟁시 학생동원과정에서 결핵에 걸려 48년까지 요양소에서 생활했다. 퇴소후 1950년 마루야마 유타카가 주도한 시 잡지인 모음『母音』의 동인이 되었다. 56년경부터 NHK 후쿠오카에서 라디오 에세이나 드라마의 각본가를 담당했다.
1958년 모음에서 알게 된 시인 다니가와 간과 지쿠호 탄광 마을로 이사가서 다니가와, 우에노 에이신(上野英信) 등과 문예지 서클마을『サークル村』을 창간해 탄광노동자들의 목소리를 담아냈다. 59-61년 사이에는 여성교류잡지 무명통신『無名通信』을 내어 여성의 자립 관련 내용을 다루었다. 64년 大正鉱業이 탄광을 폐쇄할 때까지 타니가와 간과 동거했지만 이후 대립하여 다니가와는 동경으로 돌아갔다
이후 후쿠오카를 근거지로 탄광, 여성사, 해외 매춘부 등에 대해 많은 논픽션과 시집을 간행했다.
1993년 사가현립 나고야성박물관 협의회 위원, 1994년 마루야마 유타카 기념 현대시상 심사위원, 1997~2002년 무나카타시 종합공원관리공단 이사장. 2002년 후쿠오카 교육대학 운영자문회의 위원 2004년 평생학습강좌 「무나카타 시민대학 "ゆめおり"」개강 .
木村栄文의 다큐멘터리 영화 맛쿠라(『まっくら』) 『祭ばやしが聞こえる』 등의 구성과 안내자를 담당하기도 했다.
2022년 6월 15일 오랜 지병으로 시달리다가 급성 호흡 부전으로 사망하였다.

## 저서
- まっくら 女坑夫からの聞き書き 理論社 1961
- 非所有の所有 性と階級覚え書 現代思潮社 1963
- さわやかな欠如 詩集 国文社 1964
- 第三の性 はるかなるエロス 三一新書 1965 のち河出文庫　のち河出書房新社で再刊
- ははのくにとの幻想婚 評論集 現代思潮社 1970
- 闘いとエロス 三一書房 1970
- 異族の原基 大和書房 1971 (大和選書)
- 与論島を出た民の歴史 川西到共著 たいまつ社 1971
- 奈落の神々 炭抗労働精神史 大和書房 1973 のち平凡社ライブラリー
- 匪賊の笛 葦書房 1974
- 쇠사슬의 바다 (채경희 역, 박이정) からゆきさん 朝日新聞社 1976 のち文庫
- 光の海のなかを 冬樹社 1977.10
- ふるさと幻想 大和書房 1977.12
- 遥かなる祭 朝日新聞社 1978.2 のち文庫
- 産小屋日記 三一書房 1979.3
- 魂ッコの旅 対話 野添憲治 秋田書房 1979.6
- ミシンの引き出し 大和書房 1980.1
- 海路残照 朝日新聞社 1981.3 のち文庫
- 海鳴り 作品集 三一書房 1981.10
- 髪を洗う日 大和書房 1981.10
- 旅とサンダル 花曜社 1981.12
- クレヨンを塗った地蔵 가도카와 쇼텐 1982.3
- 風 沖積舎 1982.9 (現代女流自選詩集叢書)
- 湯かげんいかが 東京書籍 1983.3 のち平凡社ライブラリー
- 消えがての道 花曜社 1983.4
- 能登早春紀行 花曜社 1983.8
- 森崎和江詩集 土曜美術社 1984.8 (日本現代詩文庫)
  - 森崎和江詩集 思潮社 2015(現代詩文庫)
- 경주는 어머니가 부르는 소리 新潮社 1984.3　のちちくま文庫、MC新書
- 津軽海峡を越えて 花曜社 1984.9
- 悲しすぎて笑う 女座長筑紫美主子の半生 文芸春秋 1985.6 のち文庫
- 奈落物語 大和書房 1985.2 (大和選書)
- 日本の父 潮出版社 1986.11
- インドの風のなかで 石風社 1986.2
- こだまひびく山河の中へ 韓国紀行八五年春 朝日新聞社 1986.7
- トンカ・ジョンの旅立ち 北原白秋の少年時代 日本放送出版協会 1988.11
- ナヨロの海へ 船乗り弥平物語 集英社 1988.5
- 日本の名随筆 産（編）作品社 1989.3
- 大人の童話・死の話 弘文堂 1989.1 (叢書死の文化)
- 詩的言語が萌える頃 葦書房 1990.8
- 風になりたや旅ごころ 葦書房 1991.6
- きのうから明日へ 庶民聞き書き 葦書房 1992.2
- 荒野の郷 民権家・岡田孤鹿と二人妻 朝日新聞社 1992.5
- 買春王国の女たち 娼婦と産婦による近代史 宝島社 1993.9
- いのちを産む 弘文堂 1994.2
- いのちの素顔 岩波書店 1994.9 (シリーズ―生きる)
- 二つのことば・二つのこころ ある植民二世の戦後 筑摩書房 1995.7
  - 휘말림의 정치학(2012)에 한편 수록
- 原生林に風がふく 簾内敬司共著 岩波書店 1996.4
- 地球の祈り 深夜叢書社 1998.5
- いのち、響きあう 藤原書店 1998.4
- 愛することは待つことよ 二十一世紀へのメッセージ 藤原書店 1999.10
- いのちへの手紙 御茶の水書房 2000.8 (神奈川大学評論ブックレット)
- 北上幻想 いのちの母国をさがす旅 岩波書店 2001.2
- 見知らぬわたし 老いて出会う、いのち 東方出版 2001.4
- いのちの母国探し 風濤社 2001.9
- いのちへの旅 韓国・沖縄・宗像 岩波書店 2004.1
- ささ笛ひとつ 思潮社 2004.10
- 語りべの海 岩波書店 2006.1
- 草の上の舞踏 日本と朝鮮半島の間に生きて 藤原書店 2007.8
- 精神史の旅 森崎和江コレクション 1-5 藤原書店 2008-2009
- 日本断層論 : 社会の矛盾を生きるために 中島岳志 共著 NHK出版 2011(NHK出版新書)
- いのちの自然 : 十年百年の個体から千年のサイクルへ アーツアンドクラフツ 2014(やまかわうみ別冊)
- くらす 森崎和江 文, 太田大八 絵 復刊ドットコム 2015(五感のえほん ; 5)
- いのる 森崎和江 文, 山下菊二 絵 復刊ドットコム 2016(五感のえほん ; 7)

## 참고 문헌
- 조정민. (2007). 모리사키 가즈에 - 계급, 성, 민족, 그리고 생명. 오늘의 문예비평, 206-217.